# Alsophila obscura
Alsophila obscura är en fjärilsart som beskrevs av Barend J. Lempke 1949. Alsophila obscura ingår i släktet Alsophila och familjen mätare. Inga underarter finns listade i Catalogue of Life.